# Vida em Miniatura
Vida em miniatura é o título de um vídeo-documentário produzido pelo jornalista brasileiro Tiago Augusto dos Santos em 2005.
Trata-se de um trabalho inédito, o primeiro vídeo-documentário brasileiro que se propôs a tratar o tema do xadrez, respondendo o que significa o jogo de xadrez para seus praticantes.
Seguindo uma linha subjetiva que apresenta a importância e o significado do jogo a partir da história dos entrevistados, Vida em Miniatura consegue congregar diferentes visões, usos e atribuições do xadrez, se tornando um vídeo interessante tanto para quem já sabe jogar quanto para quem nunca ouviu falar deste esporte.
Foi produzido inicialmente como trabalho de conclusão de curso (TCC), um projeto experimental de caráter profissional desenvolvido para obtenção do título de Bacharel do Curso de Comunicação Social, com habilitação em Jornalismo, na Universidade de Taubaté (2005).
Em fevereiro de 2011, o autor cedeu os direitos autorais da obra, que passou a estar disponível no YouTube e pode ser exibida livremente, sem fins comerciais, desde que citada a fonte e respeitado a integridade da obra (não está autorizado fazer cortes, alterações ou novas reproduções sob o conteúdo atual).